# List vlastnictví
List vlastnictví (ve zkratce LV) je soubor informací (evidenční jednotka) katastru nemovitostí, obsahující informace o nemovité věci (nemovitosti) nebo takové skupině nemovitých věcí v rámci jednoho katastrálního území, k nimž jsou evidovány shodné údaje o vlastnictví. Fyzická i právnická osoba tak může být v rámci jednoho katastrálního území evidovaná jako (spolu)vlastník na více listech vlastnictví v závislosti na tom, zda má nemovitost ve výlučném vlastnictví, ve společném jmění manželů (SJM) nebo ve spoluvlastnictví s různými osobami. Údaj o všech LV, na kterých je osoba zapsána v rámci ČR, kraje nebo obce, obsahuje přehled vlastnictví. Jednotlivé listy vlastnictví jsou v rámci katastrálního území označovány jedinečným číslem (nicméně v různých katastrálních územích se mohou čísla opakovat, jedinečně LV identifikuje jeho číslo a číslo příslušného k.ú.).  
List vlastnictví není listinou (tedy ani veřejnou listinou). Veřejnou listinou obsahující údaje z listu vlastnictví (částečné nebo úplné) je výpis z katastru nemovitostí, který slouží k prokazování vlastnictví k nemovitým věcem evidovaným na listě vlastnictví.V rámci zjednodušení se pojmy „výpis z katastru nemovitostí“ a „list vlastnictví“ často nepřesně zaměňují.  

## Zásada materiální publicity
Údaje zapsané na LV, které prokazuje výpis z katastru, jsou důležitým zdrojem informací pro právní prověření nemovitosti. Podle zásady materiální publicity totiž nikoho neomlouvá neznalost údaje zapsaného ve veřejném seznamu, kterým je v tomto případě katastr nemovitostí. Pokud je určité právo zapsané v katastru, má se za to, že zápis proběhl v souladu se skutečným právním stavem.
V případě, že zápis na LV neodpovídá skutečnosti, svědčí zapsaný stav ve prospěch toho, kdo nabyl věcné právo za úplatu v dobré víře od osoby k tomu oprávněné podle stavu zapsaného na LV. Zásada materiální publicity má v praxi chránit např. kupující, kteří se při koupi nemovitosti spoléhají na zápis na LV, kdy se později ukáže, že nemovitost vlastnila osoba odlišná od té, která byla zapsaná v katastru.

## Získání údajů z listu vlastnictví
Výpis z katastru nemovitostí obsahující údaje z listu vlastnictví je možné získat osobně na příslušném katastrálním úřadu, u notáře, na pobočkách Czech POINT nebo online na webu katastru nemovitostí. Žadatel o výpis musí jednoznačně identifikovat nemovitosti, jichž se požadovaný výpis týká, tedy uvést:
- číslo listu vlastnictví a katastrální území,
- katastrální území, obec a identifikaci vlastníka či jiného oprávněného, nebo
- katastrální území, obec a podle druhu nemovitosti parc. č. pozemku / čp. nebo č. ev. budovy a část obce (pokud je obec členěna na části se samostatným číslováním domů) / číslo jednotky[7]

Za vydání dokumentu se platí správní poplatek. Listy vlastnictví jsou aktuální k datu vydání, které se uvádí v podobě data a času v hodinách, minutách a sekundách.
Výpis z katastru nemovitostí může být buď úplný nebo částečný. Úplný výpis se týká všech nemovitostí, které jsou zapsané na příslušném listu vlastnictví. Oproti tomu částečný výpis z katastru nemovitostí zahrnuje pouze jednu nebo několik nemovitostí z celkového nemovitého majetku vlastníka, o jejichž výčet žadatel požádal.
Výpis se vám hodí v případech, kdy dokládáte vlastníka stavební parcely, ohlašujete stavbu, prodáváte nemovitost nebo třeba provádíte právní prověření nemovitosti, kterou hodláte koupit. Speciálně realitní zprostředkovatelé pak mají povinnost předložit zájemci (o koupi nemovitosti, nájem bytu apod.) výpis z katastru nejpozději v den uzavření zprostředkovatelské smlouvy, kdy údaje na tomto výpisu nesmí být starší než 3 pracovní dny před uzavřením zprostředkovatelské smlouvy.
V omezeném rozsahu lze některé informace z listu vlastnictví bezplatně získat na webových stránkách Českého úřadu zeměměřického a katastrálního. Při online nahlížení zjistíte vlastníky a jiné oprávněné osoby, obec, k. ú. a č. LV, označení jednotek, staveb a pozemků, způsob ochrany nemovitosti, omezení vlastnického práva, příslušný katastrální úřad nebo upozornění na probíhající změny. Konkrétně pro zobrazení vlastníka nemovitosti a některých dalších údajů online musíte buď jednorázově přepsat ověřovací kód, anebo se přihlásit přes účet dálkového přístupu či identitu občana (např. MojeID, bankovní identitu nebo eObčanku). Online výpis je však pouze orientační a neobsahuje všechny údaje.

## Číslování listů vlastnictví
Listy vlastnictví jsou číslovány v rámci katastrálního území ve vzestupné číselné řadě počínaje číslicí 1. Existují speciální rezervovaná čísla LV:
- 1 – pro bývalé místní národní výbory, později i pro obce (pokud se realizoval převod nemovitostí z majetku České republiky do majetku obce dle zákona č. 172/1991 Sb.)
- 2 – pro bývalé okresní úřady
- 10001 – zpravidla pro obce
- 10002 – pro Státní pozemkový úřad
- 11000 – zpravidla pro neznámého vlastníka
- 60000 – pro Úřad pro zastupování státu ve věcech majetkových
- 60001 – pro Agenturu ochrany přírody a krajiny

## Členění listu vlastnictví
List vlastnictví se člení na sedm částí označovaných písmeny A, B, B1, C, D, E a F.Pokud některá z částí neobsahuje žádné údaje, je ve výpisu z katastru nemovitostí uvedeno u této části listu vlastnictví „Bez zápisu“.

### Část A: „Vlastník, jiný oprávněný“
Část A obsahuje údaje o vlastníkovi či spoluvlastnících nemovitosti nebo nemovitostí, k nimž se daný list vlastnictví vztahuje. U fyzických osob obsahuje jejich jméno a příjmení (i s případnými akademickými tituly), adresu trvalého bydliště, rodné číslo a v případě spoluvlastnictví též velikost podílu jednotlivých spoluvlastníků. U manželů je skutečnost, že je nemovitá věc součástí společného jmění manželů, vyznačeno zkratkou SJM. U právnických osob se v listu vlastnictví eviduje název, identifikační číslo osoby (IČO) a sídlo. Lze evidovat také svěřenské správce v rámci svěřenského fondu.

### Část B: „Nemovitosti“
Část B obsahuje podrobné údaje o nemovitostech, které vlastník či vlastníci uvedení v části A vlastní. Výpis je rozdělen do třech částí podle toho, zda se jedná o výpis pozemků, staveb nebo jednotek.
U pozemků se uvádí:
- parcelní číslo
- výměra (v metrech čtverečních)
- druh pozemku
- způsob využití a ochrany

U staveb se uvádí:
- část obce a číslo popisné nebo evidenční
- způsob využití
- typ budovy
- způsob ochrany
- číslo parcely

U jednotek se uvádí:
- údaje o domě či pozemku, ve kterém je jednotka vymezena,
- číslo jednotky,
- typ a způsob využití,
- podle jakého zákona je jednotka vymezena (občanský zákoník nebo zákon č. 72/1994 Sb. o vlastnictví bytů)
- velikost spoluvlastnického podílu na společných částech domu, případně pozemku,
- označení pozemků, které tvoří společnou část nemovitosti.

V případě pozemků evidovaných zjednodušeným způsobem se uvádí jejich parcelní číslo a výměra s původem jejího určení (dle katastru nemovitostí, Evidence nemovitostí či geometrického plánu).
Pokud právě probíhá změna práva k daným nemovitostem, je to zde vyznačeno tzv. „plombou“ (písmenem P).

### Část B1: „Jiná práva“
Část B1 obsahuje záznamy o právech založených ve prospěch vlastníka nemovitosti uvedeného v části A nebo ve prospěch nemovitostí uvedených v části B. Zapisují se sem věcná práva, služebnosti a údaje o nemovitostech v přídatném spoluvlastnictví. Část B1 dále obsahuje údaje o podkladových listinách, označení protokolu a pořadové číslo, pod kterým byl zápis proveden.

### Část C: „Omezení vlastnického práva“
Část C uvádí informace o omezení vlastnického práva k nemovitostem uvedeným v části B, tedy věcná práva, která tyto nemovitosti zatěžují. Tím může být předkupní právo, věcná břemena, zástavní právo a související zákazy zcizení a zatížení, exekuce nebo omezení práva disponovat s nemovitostí. Současně se zde uvádějí též listiny a řízení, ze kterých se při zápisu omezení v této části vycházelo.

### Část D: „Jiné zápisy“
V části D jsou uvedeny údaje o omezeních převodu nemovitostí podle dřívějších právních předpisů, různé poznámky (mimo ty zapsané v části C) k vlastníkovi, oprávněnému nebo nemovitosti, údaje o době trvání svěřenského fondu, plomby, další upozornění, a údaje o uložení dohody spoluvlastníků ke správě nemovitosti, včetně údajů o listinách a řízeních, z nichž se při zápisu do této části vycházelo..

### Část E: „Nabývací tituly a jiné podklady k zápisu“
Část E obsahuje informace o nabývacích dokumentech (titulech), na základě kterých právo k nemovitosti vzniklo.Těmi mohou být například rozhodnutí soudu o vypořádání dědictví, kupní smlouvy, darovací smlouvy či kolaudační rozhodnutí apod.

### Část F: „Vztah bonitovaných půdně ekologických jednotek (BPEJ) k parcelám“
Závěrečná část vypisuje zemědělské pozemky z části B a u nich uvádí jejich parcelní číslo, kód bonitované půdně ekologické jednotky (BPEJ) a jejich výměru.

## Záhlaví, zápatí, závěr
Na každé straně výpisu z katastru nemovitostí daného listu vlastnictví najdete záhlaví a zápatí. Záhlaví obsahuje údaje o datu a času pořízení výpisu, okres, obec, katastrální území, číslo LV a údaj o počtu číselných řad, ve kterých se pozemky v daném k. ú. vedou.
Zápatí obsahuje údaje o katastrálním úřadu a katastrálním pracovišti, které v daném územním obvodu vykonává státní správu katastru.
LV uzavírá záznam o vyhotoviteli, případně jméno, příjmení a podpis úřední osoby a razítko katastrálního úřadu.

## Bytové spoluvlastnictví
Pro bytové spoluvlastnictví se v katastru zakládají jednak samostatný list vlastnictví pro všechny spoluvlastníky nemovitosti s vymezenými jednotkami (např. LV pro spoluvlastnictví společných částí bytového domu), a jednak samostatný list vlastnictví pro jednotky se shodnou vlastnickou strukturou.
Údaje o věcných právech sloužících ve prospěch jednotky nebo jednotku zatěžující (např. služebnost bytu, zástavní právo v důsledku koupě bytu na hypotéku), poznámky i další záznamy vztahující se k jednotlivým jednotkám se zapisují jen na list vlastnictví pro vlastnictví jednotky. A naopak, údaje o věcném břemeni a jiných právech, které slouží ve prospěch nebo váznou na společné části nemovitosti nebo nemovitosti v bytovém spoluvlastnictví se zapisují výhradně na list vlastnictví pro bytové spoluvlastnictví, jestliže je realizace práv spojena výhradně s užitnou hodnotou této nemovitosti.
Pro list vlastnictví pro bytové spoluvlastnictví je dále specifické, že v části D se zapisují informace o listině, která byla podkladem k zápisu jednotek (obvykle prohlášení vlastníka o vymezení jednotek či smlouva o výstavbě); o uložení úplného znění prohlášení vlastníka domu ve sbírce listin; a o tom, zda již byl katastrálnímu úřadu vznik SVJ doložen nebo do kterého dne má být katastrálnímu úřadu doložen.